# Sikosaari (ö i Norra Savolax, Nordöstra Savolax, lat 62,69, long 28,69)
Sikosaari är en ö i Finland. Den ligger i sjön Juojärvi och i kommunen Tuusniemi i den ekonomiska regionen  Nordöstra Savolax ekonomiska region  och landskapet Norra Savolax, i den sydöstra delen av landet, 300 km nordost om huvudstaden Helsingfors. Öns area är 2,7 hektar och dess största längd är 360 meter i nord-sydlig riktning.